# Cantone di Bergerac-2
Il Cantone di Bergerac-2 è una divisione amministrativa dell'arrondissement di Bergerac.
A seguito della riforma approvata con decreto del 21 febbraio 2014, che ha avuto attuazione dopo le elezioni dipartimentali del 2015, è passato da 10 a 9 comuni oltre a parte del territorio comunale di Bergerac.

## Composizione
Oltre a parte della città di Bergerac, i 10 comuni facenti parte prima della riforma del 2014 erano:
- Cours-de-Pile
- Creysse
- Lamonzie-Montastruc
- Lembras
- Mouleydier
- Queyssac
- Saint-Germain-et-Mons
- Saint-Laurent-des-Vignes
- Saint-Nexans
- Saint-Sauveur

Dal 2015, oltre a parte della città di Bergerac, i comuni appartenenti al cantone sono i seguenti 9:
- Cours-de-Pile
- Creysse
- Lamonzie-Montastruc
- Lembras
- Mouleydier
- Queyssac
- Saint-Germain-et-Mons
- Saint-Nexans
- Saint-Sauveur